# Physalaemus guayaco
Engystomops guayaco là một loài ếch trong họ Leptodactylidae. Chúng là loài đặc hữu của Ecuador.
Các môi trường sống tự nhiên của chúng là các khu rừng khô nhiệt đới hoặc cận nhiệt đới, đầm nước ngọt có nước theo mùa, và đất có tưới tiêu. Loài này đang bị đe dọa do mất môi trường sống.